# Mercurialis reverchonii
Mercurialis reverchonii là một loài thực vật có hoa trong họ Đại kích. Loài này được Rouy mô tả khoa học đầu tiên năm 1887.